# Strzelanina w Tuusula
Strzelanina w Tuusula – strzelanina, do której doszło 7 listopada 2007 roku w liceum na osiedlu Jokela w mieście Tuusula w Finlandii (ok. 50 km na północ od Helsinek). Podczas strzelaniny zginęło 9 osób, a 13 zostało rannych. Zamachowiec popełnił samobójstwo i zmarł w szpitalu z powodu obrażeń mózgu.

## Przebieg zdarzeń
Sprawca, 18-letni Pekka-Eric Auvinen, wszedł do szkoły ok. godz. 11:40 rano czasu lokalnego. Chłopak zastrzelił 8 osób: pięciu chłopców, jedną dziewczynę, pielęgniarkę i dyrektorkę szkoły, po czym sam się postrzelił, raniąc przy tym również 13 innych osób, z czego większość niegroźnie rannych osób odniosła rany od szkła.
Pierwszą ofiarę, ucznia szkoły, sprawca zastrzelił o godz. 11:42 na korytarzu. Następnie sprawca wszedł do szkolnej toalety, gdzie zastrzelił dwóch kolejnych uczniów, którzy w nich przebywali. W tym momencie inni uczniowie odnaleźli ciało pierwszej ofiary na korytarzu, a inni uczniowie, którzy byli w klasach, najprawdopodobniej słyszeli dźwięki strzałów, ale myśleli, że pochodzą one od czego innego, a nie z broni palnej. Sprawca wyszedł z toalety i zastrzelił ucznia stojącego na korytarzu przed toaletą. Chwilę później zauważył szkolną pielęgniarkę wraz z jednym z uczniów. Auvinen pobiegł za nimi, dogonił ich, i zastrzelił zarówno pielęgniarkę jak i ucznia. Wówczas była godzina 11:46 rano.
Minutę później dyrektorka szkoły Helena Kalmi została ostrzeżona o sytuacji z aktywnym strzelcem przez jednego z nauczycieli i nadała alarm przez szkolny system domofonowy, żeby uczniowie i nauczyciele zabarykadowali się w klasach. Auvinen zaczął chwilę później strzelać do przedmiotów na szkolnym korytarzu, oddając do nich aż 53 strzały. Chwilę później zauważył matkę jednego z uczniów, wchodzącą do szkoły, ale ją oszczędził, po czym kobieta uciekła.
Następnie próbował wejść do klasy, strzelając trzy razy przez zabarykadowane drzwi, z czego jeden strzał przebił drzwi i trafił w palec u nogi ucznia przebywającego w klasie. Auvinen udał się później na drugie piętro, gdzie napotkał dwóch uczniów siedzących na ławce na korytarzu. Jeden z uczniów uciekł napastnikowi, ale drugi został zastrzelony na miejscu zdarzenia. Auvinen zaczął następnie wylewać na podłogę i ściany na korytarzu benzynę, w celu wywołania pożaru, ale zdał sobie sprawę, że nie miał jej czym podpalić.
Sprawca udał się więc na stołówkę, w której w momencie ataku przebywali niektórzy uczniowie, ale jej drzwi były zabarykadowane. Sprawca oddał kilka strzałów przez szklaną szybę w drzwiach, trafiając jedynie kilka krzeseł w lokalu. Dyrektorka szkoły ewakuowała się z jej budynku o godz. 11:54, kiedy sprawca przebywał w pobliżu stołówki. Auvinen zauważył ją jednak i wyszedł ze szkoły, przeklinając, i chwilę później napotkał dyrektorkę Kalmi, która próbowała go namówić do poddania się. Sprawca jednak zignorował te prośby i zabił dyrektorkę, oddając do niej siedem strzałów.
Auvinen wszedł ponownie do szkoły i zaczął pukać do klas. Udało mu się wejść do jednej z nich. Po wejściu sprawca nie był agresywny wobec uczniów, zaczął natomiast wykładać swoisty wywód, w którym ogłosił rewolucję i wezwał uczniów do zniszczenia szkolnej własności. Po wygłoszeniu swojego manifestu, oddał strzały w znajdujący się w klasie telewizor i okno, po czym opuścił klasę. Kilka minut później dostrzegł, że przed szkołę przybyły pierwsze radiowozy policyjne. Strzelił w ich kierunku przez okno, ale kula nie przebiła szyby.
O godz. 12:03 zajął pozycję przy głównym wejściu i zaczął oddawać strzały do policjantów, nie trafiając żadnego z nich. Kiedy funkcjonariusze chcieli odpowiedzieć ogniem, sprawca wszedł do szkoły. Auvinen poszedł w okolicę stołówki, gdzie popełnił samobójstwo, strzelając sobie w głowę z pistoletu. Został znaleziony dopiero dwie godziny później przez policję, będąc w stanie agonalnym i został natychmiast zabrany do szpitala, ale jego życia nie udało się uratować; sprawca zmarł w szpitalu w Helsinkach o godz. 22:15 czasu miejscowego. Wszystkie ofiary sprawcy zostały zabite strzałami oddanymi w górną część ciała lub głowy.
Wcześniej, przed masakrą, o 11:30 czasu lokalnego na portalu YouTube ukazało się nagranie wideo zapowiadające „szkolną masakrę”. W ciągu kilku godzin portal zanotował około 175 tysięcy wejść na stronę. Właściciele serwisu zablokowali wszystkie materiały tego użytkownika.
Fińskie media, powołując się na źródła policyjne, podały, że napastnik zafascynowany był przemocą, wyrażał podziw dla Hitlera i Stalina. Sam nazywał siebie „socjaldarwinistą”, który „wyeliminuje wszystkich, którzy mu nie pasują”.

## Ofiary strzelaniny[12]
- Sameli Nurmi (17 lat)
- Mika Petteri Pulkkinen (17 lat)
- Ari Juhani Palsanen (18 lat)
- Hanna Katariina Laaksonen Kinnunen (25 lat)
- Sirkka Anneli Kaarakka (43 lata)
- Mikko Tapani Hiltunen (17 lat)
- Ville Valtteri Heinonen (16 lat)
- Helena Kalmi (61 lat)
- Pekka-Eric Auvinen (18 lat)

## Sprawca
Sprawcą strzelaniny był 18-letni Pekka-Eric Auvinen (ur. 4 czerwca 1989 w Tuusula), który był uczniem szkoły średniej, w której dokonał masakry. Na przełomie lat 2006 i 2007 zaczął brać przepisane mu wcześniej leki przeciwdepresyjne z powodu jego pogarszającego się stanu psychicznego. Auvinen był zastraszany w szkole przez rówieśników. W internecie miał przyjaciółkę Vaulę Kuuluvainen, której zwierzał się ze swoich osobistych przemyśleń. Na niedługo przed masakrą uczniowie zauważyli, że jego zachowanie zaczęło się gwałtownie zmieniać. Jedna z osób raz usłyszała, że Auvinen groził swoim kolegom, że zginą w białej rewolucji. Jeden z nauczycieli powiedział w wywiadzie dla mediów po masakrze, że Auvinen był zafascynowany zarówno ruchami skrajnie prawicowymi jak i skrajnie lewicowymi. Auvinen miał dwa konta na YouTube pod nazwami Sturmgeist89 i NaturalSelector89, na których wstawiał filmy związane z brutalnymi zdarzeniami z historii, między innymi o masakrze w Columbine High School, oblężeniu Waco, ataku sarinem w tokijskim metrze i wojnie z terroryzmem prowadzonej przez USA. Napastnik przed atakiem napisał na swoim komputerze esej, który nazwał Manifestem Naturalnego Selektora, w którym zawarł swoje poglądy na temat społeczeństwa i racjonalizował swoją masakrę, przedstawiając ją jako słuszne wybicie słabej umysłowo części ludzkości. Stwierdził, że chce żeby jego atak nie był traktowany jako zwykła strzelanina szkolna, ale jako akt politycznego terroryzmu. W manifeście sprawcy widoczne są nawiązania do myśli prezentowanych przez Platona, Friedricha Nietzschego i Teda Unabombera Kaczynskiego, ponadto sprawca w internecie miał kontakt z osobami zafascynowanymi masakrą w Columbine High School z 1999 roku, które wyrażały chęć dokonania podobnych zamachów. Broń z której strzelał, pistolet SIG Mosquito, został przez sprawcę nabyty legalnie.

## Reakcje na tragedię
W Finlandii po strzelaninie w Tuusula ogłoszono żałobę narodową. Kraj ten jest w czołówce najbezpieczniejszych państw świata, ale również trzecim pod względem łatwości zdobycia broni (po Stanach Zjednoczonych i Jemenie). W efekcie tego wydarzenia władze fińskie zdecydowały się zaostrzyć prawo do posiadania broni, które obecnie pozwala samodzielnie posługiwać się bronią palną już piętnastolatkom. Pekka Auvinen uzyskał pozwolenie na broń miesiąc przed strzelaniną. Rząd fiński nie uległ jednak naciskom Unii Europejskiej, aby prawo do broni przysługiwało tylko pełnoletnim obywatelom.